# (588) Aquil·les
(588) Aquil·les és un asteroide descobert el 22 de febrer de 1906, per l'astrònom alemany Max Wolf. Va ser el primer asteroide troià en ser descobert, i es va posar el nom d'Aquil·les, l'heroi fictici de la Ilíada. Orbita en el punt de Lagrange L₄ del sistema Sol-Júpiter. Després del descobriment de diversos asteroides més, es va establir que el punt L₄ l'anomenarien «camp grec», mentre que el punt L₅ seria «camp troià», encara que abans no s'havia adquirit un caràcter "espia" (624 Héctor en el camp grec i 617 Patroclus en el troià).
Basant-se en dades de l'IRAS, l'Aquil·les conforma uns 135 km de diàmetre i és el sisè troià de Júpiter més gran.
| Troià           | Diàmetre (km) |
| --------------- | ------------- |
| (624) Hèctor    | 225           |
| (911) Agamèmnon | 167           |
| (1437) Diomedes | 164           |
| (1172) Äneas    | 143           |
| (617) Pàtrocle  | 141           |
| (588) Aquil·les | 135           |
| (1173) Anchises | 126           |
| (1143) Odysseus | 126           |